# Kamienica przy alei płk. Władysława Beliny-Prażmowskiego 37 w Krakowie
Kamienica przy alei płk. Władysława Beliny-Prażmowskiego 37 – kamienica, znajdująca się w Krakowie, w dzielnicy II Grzegórzki przy al. W. Beliny-Prażmowskiego, na Grzegórzkach.
Kamienica została wzniesiona w latach 1934–1935, według projektu architekta Edwarda Skawińskiego.
Kamienica znajduje się w gminnej ewidencji zabytków.